# Miltogramma villeneuvei
Miltogramma villeneuvei är en tvåvingeart som beskrevs av Yu. G. Verves 1982. Miltogramma villeneuvei ingår i släktet Miltogramma och familjen köttflugor. Arten har ej påträffats i Sverige. Inga underarter finns listade i Catalogue of Life.